# NGC 5694
NGC 5694 је збијено звездано јато у сазвежђу Хидра које се налази на NGC листи објеката дубоког неба.
Деклинација објекта је - 26° 32' 16" а ректасцензија 14h 39m 36,5s. Привидна величина (магнитуда) објекта NGC 5694 износи 10,2. NGC 5694 је још познат и под ознакама GCL 29, ESO 512-SC10.